# Veyre-Monton
 (août 2024).
La mise en forme du texte ne suit pas les recommandations de Wikipédia : il faut le « wikifier ».
Les points d'amélioration suivants sont les cas les plus fréquents. Le détail des points à revoir est peut-être précisé sur la page de discussion.
- Les titres sont pré-formatés par le logiciel. Ils ne sont ni en capitales, ni en gras.
- Le texte ne doit pas être écrit en capitales (les noms de famille non plus), ni en gras, ni en italique, ni en « petit »…
- Le gras n'est utilisé que pour surligner le titre de l'article dans l'introduction, une seule fois.
- L'italique est rarement utilisé : mots en langue étrangère, titres d'œuvres, noms de bateaux, etc.
- Les citations ne sont pas en italique mais en corps de texte normal. Elles sont entourées par des guillemets français : « et ».
- Les listes à puces sont à éviter, des paragraphes rédigés étant largement préférés. Les tableaux sont à réserver à la présentation de données structurées (résultats, etc.).
- Les appels de note de bas de page (petits chiffres en exposant, introduits par l'outil «  Source ») sont à placer entre la fin de phrase et le point final[comme ça].
- Les liens internes (vers d'autres articles de Wikipédia) sont à choisir avec parcimonie. Créez des liens vers des articles approfondissant le sujet. Les termes génériques sans rapport avec le sujet sont à éviter, ainsi que les répétitions de liens vers un même terme.
- Les liens externes sont à placer uniquement dans une section « Liens externes », à la fin de l'article. Ces liens sont à choisir avec parcimonie suivant les règles définies. Si un lien sert de source à l'article, son insertion dans le texte est à faire par les notes de bas de page.
- La présentation des références doit suivre les conventions bibliographiques. Il est recommandé d'utiliser les modèles {{Ouvrage}}, {{Chapitre}}, {{Article}}, {{Lien web}} et/ou {{Bibliographie}}. Le mode d'édition visuel peut mettre en forme automatiquement les références.
- Insérer une infobox (cadre d'informations à droite) n'est pas obligatoire pour parachever la mise en page.

Pour une aide détaillée, merci de consulter Aide:Wikification.
Si vous pensez que ces points ont été résolus, vous pouvez retirer ce bandeau et améliorer la mise en forme d'un autre article.
Pour les articles homonymes, voir Veyre.

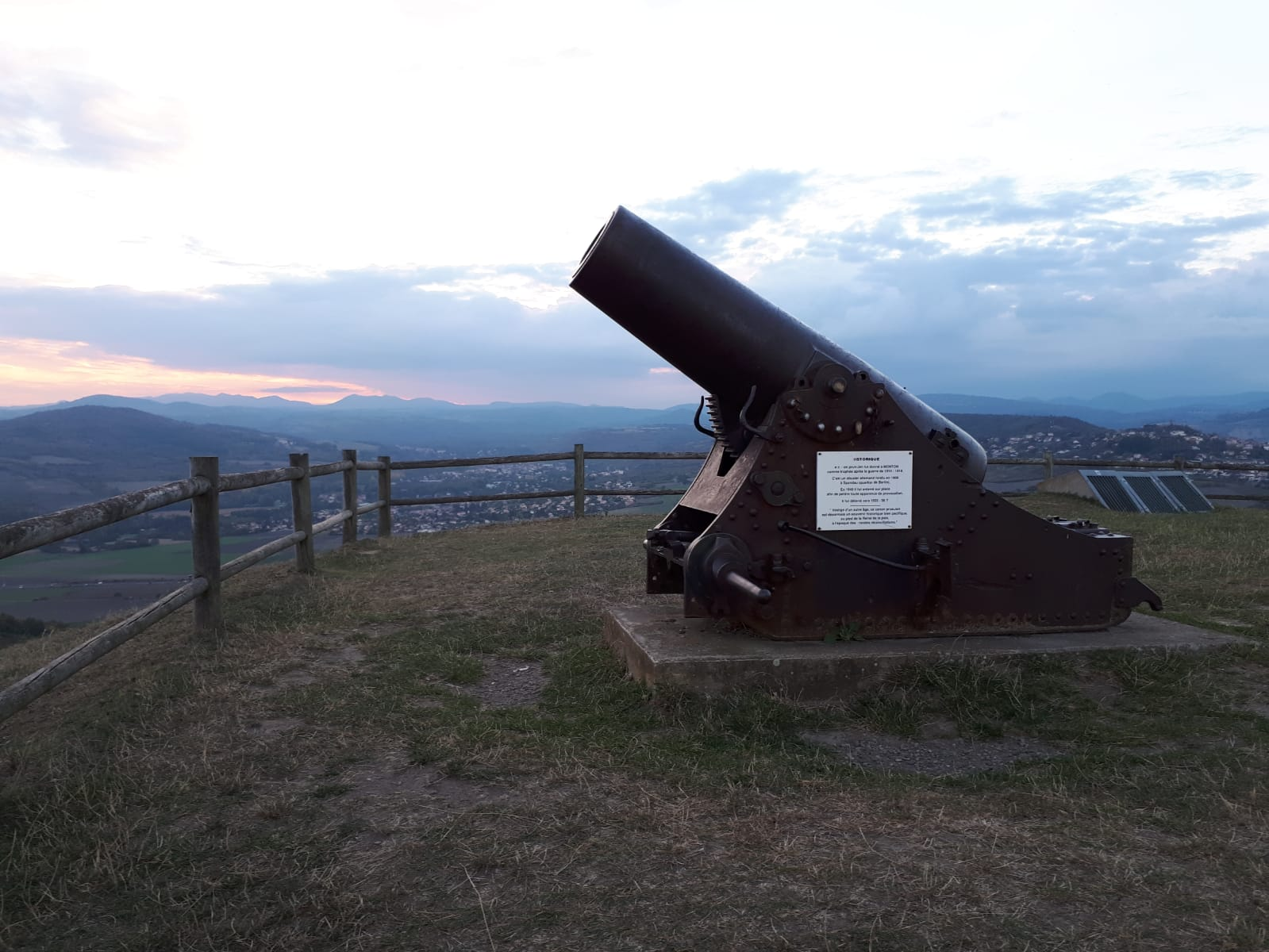
Canon prussien sur le puy de la Vierge, à Monton.

Veyre-Monton est une commune française située dans le département du Puy-de-Dôme, en région Auvergne-Rhône-Alpes. Elle fait partie de l'aire d'attraction de Clermont-Ferrand.
La ville dispose de nombreux commerces et équipements scolaires et sportifs, dont un supermarché, une boulangerie, une amicale laïque, avec des activités pour enfants (gymnastique, cirque, danse ou hip-hop), une école maternelle et élémentaire, un stade avec un parc, un gymnase, des lieux touristiques (comme les grottes de Monton ou la Vierge de Monton).
La commune se compose de trois parties distinctes :
- Veyre : en contrebas du puy de Monton, Veyre est surtout composé de lotissements, de maisonnettes et de petits commerces ;
- Monton : situé sur le puy de Monton, au pied de la Vierge, le centre historique du village se compose d'anciennes maisons, petites impasses et rues. On y trouve la mairie, une bibliothèque, l'école, ainsi que l'église, la Vierge et le cimetière.
- Soulasse : situé sur le puy de Corent, c'est un ancien village vigneron qui dispose actuellement d'une salle des fêtes et d'une église.

## Géographie

### Localisation
Veyre-Monton se situe dans l'ancienne région Auvergne (Auvergne-Rhône-Alpes depuis 2016), dans le Puy-de-Dôme, à 13,5 kilomètres au sud de Clermont-Ferrand, à 6,6 kilomètres à l'ouest-nord-ouest de Vic-le-Comte et à deux kilomètres au sud-est du bureau centralisateur du nouveau canton auquel est rattachée la commune, Les Martres-de-Veyre.
Six communes sont limitrophes :
| Le Crest | Orcet        | Les Martres-de-Veyre |
| Tallende | Veyre-Monton |                      |
|          | La Sauvetat  | Corent               |

La commune est composée de trois villages : Monton (à l'ouest), Soulasse (au sud-est) et Veyre.
Elle a également été le siège de la communauté de communes Gergovie Val d'Allier Communauté jusqu'en 2016, laquelle a fusionné avec les communautés de communes des Cheires et Allier Comté Communauté à la suite de l'adoption du schéma départemental de coopération intercommunale en mars 2016. Ces trois structures intercommunales du sud de l'agglomération clermontoise, membres du pôle d'équilibre territorial et rural du pays du Grand Clermont, rassemblent une population de plus de 40 000 habitants, dont Veyre-Monton est l'une des villes principales se situant dans l'espace périurbain.

### Géologie et relief

#### Géologie
La commune est constituée de quatre grandes formations géologiques. Le territoire communal repose en grande partie sur des formations d'argile sableuse et kaolinique.
Le puy de Monton repose sur une formation volcanique particulière ; le neck « correspond à un fragment de coulées boueuses en provenance des Monts Dore » ; le site du puy de Marmant a servi comme carrière pour les constructions, jusqu'en 1985. Le plateau de Corent est issu d'une formation basaltique.

#### Relief
La commune s'étend sur 1 211 hectares ; son altitude varie entre 347 mètres (selon l'IGN) ou 351 mètres, « au niveau de la vallée de la Veyre », et 621 mètres, au puy de Corent, au sud-est de la commune, près du village de Soulasse.
Veyre-Monton est entourée de champs et de petites collines. L'esplanade en haut du puy de Monton offre une vue étendue sur le puy de Sancy, la chaîne des Puys, Clermont-Ferrand et la plaine de la Limagne, ainsi que sur les monts du Forez.
Elle se situe dans le val d'Allier, « dans une zone de buttes et plateaux, en rive gauche de l'Allier ».
Le puy de Monton est « limité au sud par une falaise en arc de cercle ». Celui de Marmant est « une ancienne cheminée volcanique dégagée par l'érosion », tandis que celui de Corent, à cheval avec une commune voisine, est « associé à une coulée basaltique ». Le puy de Tobize prolonge le village de Monton.

### Hydrographie
La commune est traversée par la rivière de la Veyre, affluent rive gauche de l'Allier, « dans une vallée à fond plat, à pente très faible, facilitant ainsi un cours méandreux ».
La partie nord de la commune est traversée par le bassin versant de l'Auzon, coulant sur la commune limitrophe d'Orcet.

### Climat
Pour des articles plus généraux, voir Climat d'Auvergne-Rhône-Alpes et Climat du Puy-de-Dôme.
En 2010, le climat de la commune est de type climat du Bassin du Sud-Ouest, selon une étude du Centre national de la recherche scientifique s'appuyant sur une série de données couvrant la période 1971-2000. En 2020, Météo-France publie une typologie des climats de la France métropolitaine dans laquelle la commune est exposée à un climat de montagne ou de marges de montagne et est dans la région climatique Nord-est du Massif Central, caractérisée par une pluviométrie annuelle de 800 à 1 200 mm, bien répartie dans l’année.
Pour la période 1971-2000, la température annuelle moyenne est de 10,9 °C, avec une amplitude thermique annuelle de 16,5 °C. Le cumul annuel moyen de précipitations est de 765 mm, avec 8,8 jours de précipitations en janvier et 6,7 jours en juillet. Pour la période 1991-2020, la température moyenne annuelle observée sur la station météorologique de Météo-France la plus proche, « Plauzat_sapc », sur la commune de Plauzat à 6 km à vol d'oiseau, est de 11,3 °C et le cumul annuel moyen de précipitations est de 606,8 mm,. Pour l'avenir, les paramètres climatiques de la commune estimés pour 2050 selon différents scénarios d'émission de gaz à effet de serre sont consultables sur un site dédié publié par Météo-France en novembre 2022.

## Urbanisme

### Typologie
Au 1er janvier 2024, Veyre-Monton est catégorisée ceinture urbaine, selon la nouvelle grille communale de densité à sept niveaux définie par l'Insee en 2022.
Elle appartient à l'unité urbaine de Veyre-Monton, une agglomération intra-départementale regroupant quatre  communes, dont elle est ville-centre,,. Par ailleurs la commune fait partie de l'aire d'attraction de Clermont-Ferrand, dont elle est une commune de la couronne,. Cette aire, qui regroupe 209 communes, est catégorisée dans les aires de 200 000 à moins de 700 000 habitants,.

### Occupation des sols
L'occupation des sols de la commune, telle qu'elle ressort de la base de données européenne d’occupation biophysique des sols Corine Land Cover (CLC), est marquée par l'importance des territoires agricoles (73,2 % en 2018), en diminution par rapport à 1990 (75,1 %). La répartition détaillée en 2018 est la suivante : terres arables (36,7 %), zones agricoles hétérogènes (29,2 %), zones urbanisées (20,4 %), cultures permanentes (7,3 %), forêts (2,2 %), milieux à végétation arbustive et/ou herbacée (2,2 %), zones industrielles ou commerciales et réseaux de communication (2 %). L'évolution de l’occupation des sols de la commune et de ses infrastructures peut être observée sur les différentes représentations cartographiques du territoire : la carte de Cassini (XVIIIe siècle), la carte d'état-major (1820-1866) et les cartes ou photos aériennes de l'IGN pour la période actuelle (1950 à aujourd'hui).

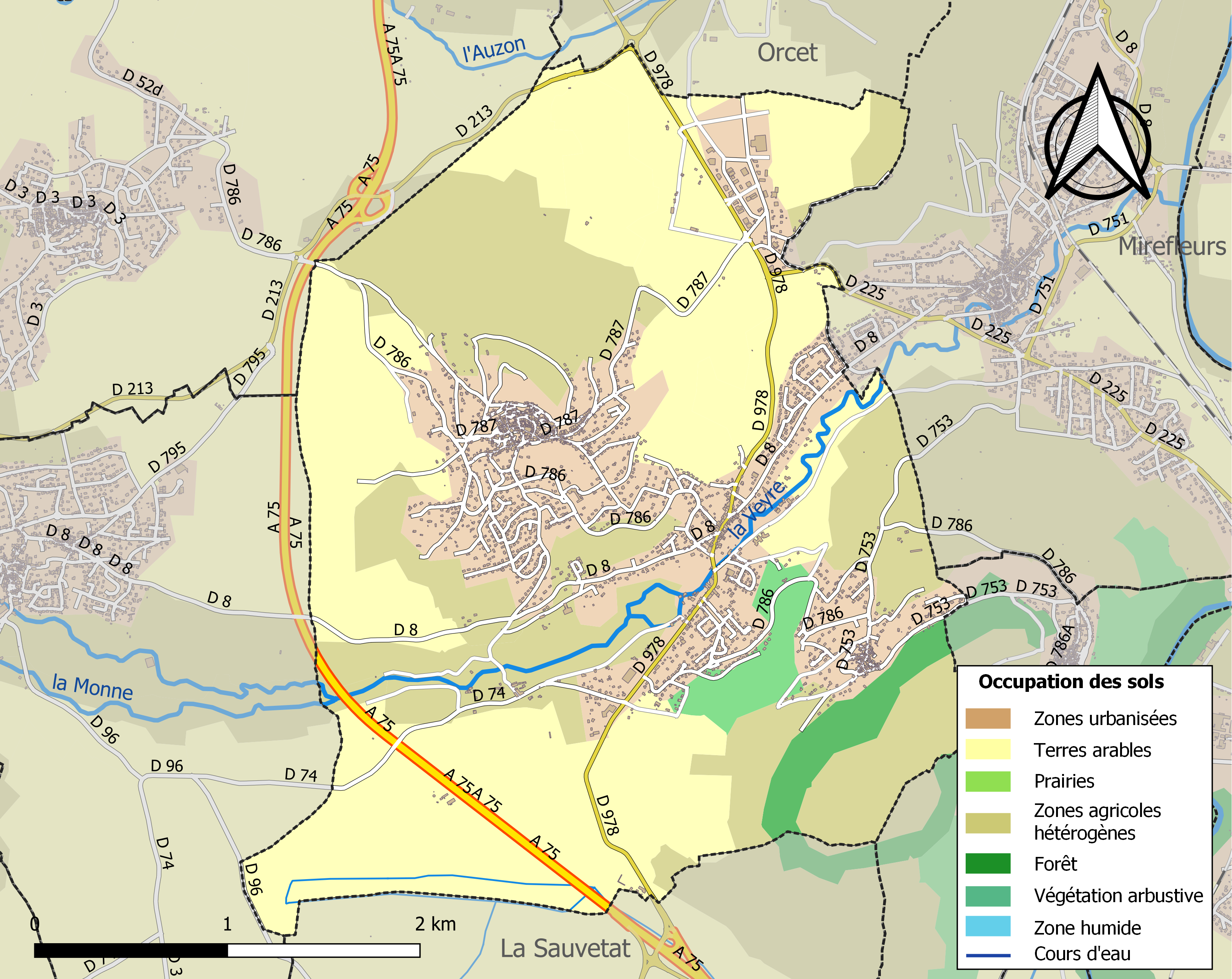
Carte des infrastructures et de l'occupation des sols de la commune en 2018 (CLC).

### Morphologie urbaine
Autour des centres urbains, « de larges plaques urbaines se sont développées en tache d'huile », « dont le développement est contraint par les éléments physiques et naturels présents sur le territoire ».
Située dans la deuxième couronne de l'agglomération clermontoise, la commune subit « une forte pression urbaine depuis les années 1970 ».
Les bourgs, anciens, présentent un urbanisme groupé, avec des voies étroites et des bâtiments à trois étages. À la fin du XXe siècle, l'urbanisation gagne les pentes, comme à Corent, ou créent un lien avec la commune voisine des Martres-de-Veyre.

#### Veyre
Traversée par la route de Clermont à Issoire, Veyre s'est « installée au niveau d'un franchissement de la rivière », depuis un pont du XIIIe siècle.

#### Monton
Le village de Monton, d'origine médiévale, est implanté au sud du puy du même nom. Il « correspond au site de l'ancien village ». Le village évolue au cours du XVIIIe siècle, avec le transfert du cimetière en 1703, le comblement des fossés, l'ouverture du fort du XVe siècle vers l'extérieur, la reconstruction de l'église en 1771, puis la construction du presbytère en 1868. Face à l'accroissement de l'urbanisation, le fort n'était plus visible ; le quartier a été remis en valeur à la suite d'un plan d'aménagement du bourg en 1998. En outre, la démolition de bâtiments a laissé place à des espaces publics, notamment de stationnement.

#### Soulasse
Au sud-est de la commune, cette ancienne seigneurie a été rattachée à Monton au XIVe siècle. Le village comprend une fontaine ; il s'est « développé de manière concentrique au départ de trois voies ».

#### Hameaux isolés
La commune compte plusieurs hameaux isolés :
- Saint-Alyre, où l'existence d'une église est attestée depuis le Xe siècle. Son occupation est très ancienne, aussi le site doit être préservé notamment « pour des raisons historiques »[VMP 4] ;
- Pont Henry, à proximité d'un échangeur routier, sur l'ancienne route de Clermont à Issoire, existant depuis le XVIIIe siècle[VMP 4].

### Logement
Avec l'augmentation de la population (et du nombre de ménages), de nouveaux logements ont été construits sur la commune. Entre 1968 et 1999, le nombre de logements a triplé et concerne en majorité des résidences principales (1 353 contre 443). En revanche, le nombre de résidences secondaires chute.
En 2012, le parc de logements de la commune est déséquilibré : sur les 1 574 logements, 93,8 % étaient des résidences principales, 1,8 % des résidences secondaires et 4,3 % des logements vacants. Ces logements étaient pour 93,2 % d'entre eux des maisons individuelles et pour 6,7 % des appartements.
La proportion des résidences principales, propriétés de leurs occupants était de 86,9 %, en baisse par rapport à 2007 (89,3 %). La part de logements HLM loués vides était de 1,4 % (contre 0,3 %).
Le schéma de cohérence territoriale du Grand Clermont prévoit, pour la communauté de communes Gergovie Val d'Allier, la construction de 1 760 logements, dont 1 031 dans les territoires périurbains, dans le but d'économiser l'espace. Le plan d'occupation des sols de 2011 comptait encore 249 735 m2 d'espaces vides. Le SCOT prescrivant une limite de 700 m2 par construction, la commune peut encore construire jusqu'à 356 logements. Avec une moyenne de 2,3 habitants par logement, la commune pourrait dépasser 4 000 habitants en 2020.

### Planification de l'aménagement
Le plan local d'urbanisme a été approuvé par une délibération du conseil municipal du 20 décembre 2013. Il succède au plan d'occupation des sols.

### Projets d'aménagement
- La zone d'aménagement concerté des Chardonnets, à l'est de la D 978[VMP 4].

### Voies de communication et transports
La commune bénéficie d'une bonne accessibilité routière et se place en deuxième position de la communauté de communes en termes d'utilisation des transports en commun.

#### Voies routières

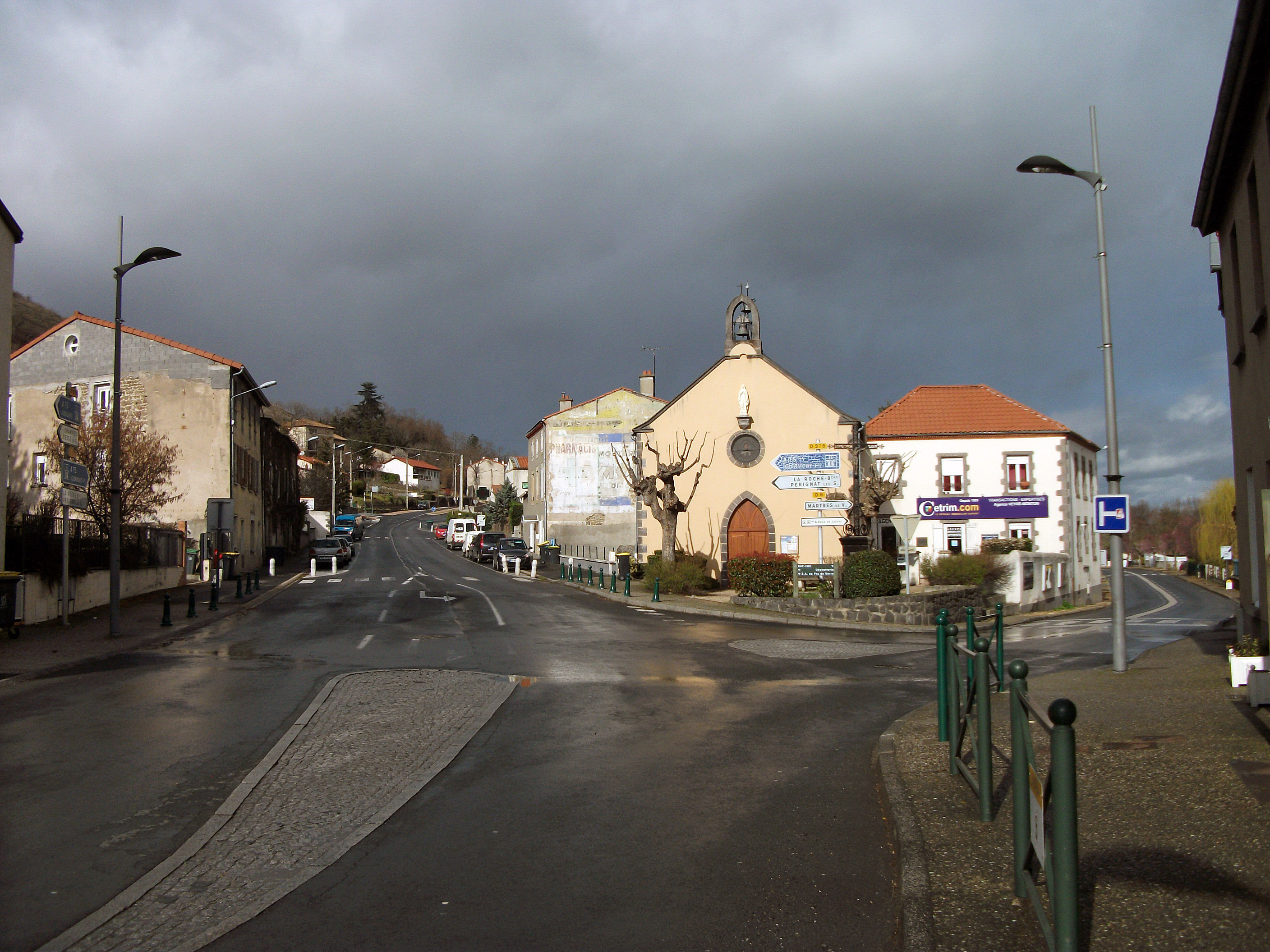
La D 978 vers Clermont-Ferrand (à gauche) et la D 8 vers les Martres-de-Veyre (à droite).

La commune de Veyre-Monton est accessible par l'autoroute A75, par les sorties 5 (depuis Clermont-Ferrand) ou 6 (depuis Issoire), à l'ouest de la commune. Cependant ces deux échangeurs se situent sur une commune limitrophe, respectivement au Crest et à la Sauvetat ; une aire de service porte son nom sur l'autoroute en direction d'Issoire, peu avant la sortie 6.
En outre, elle est desservie par la route départementale 978, portion de la route nationale 9 historique, reliant le sud de l'agglomération clermontoise (Pérignat-lès-Sarliève, puis en dehors des limites de la métropole dont Le Cendre en est membre, Orcet), à La Sauvetat et à Champeix. Elle est aussi l'origine de la route départementale 225 menant aux Martres-de-Veyre et à Vic-le-Comte.
La commune est également traversée par les routes départementales 8 (liaison des Martres-de-Veyre à Tallende), 74 (vers Saint-Sandoux), 753 (reliant le village de Soulasse aux Martres-de-Veyre), 786 (reliant le Crest à Corent par les villages de Monton et de Soulasse) et 787 (reliant Monton au lieu-dit des Quatre Routes, sur la RD 225).
La commune gère environ 28 kilomètres de voies. Les rues des villages de Monton et de Soulasse, étroites et sinueuses, ne favorisent pas la circulation des véhicules.

#### Transport ferroviaire
Aucune ligne ferroviaire ne traverse la commune. La gare la plus proche est située aux Martres-de-Veyre (à cinq minutes de Veyre-Monton), sur la ligne de Saint-Germain-des-Fossés à Nîmes-Courbessac, où circulent des TER Auvergne-Rhône-Alpes reliant les gares de Clermont-Ferrand à Vic-le-Comte, voire Issoire, ou au-delà.

#### Transports en commun
La ville est desservie par trois lignes du réseau départemental Transdôme :
- la ligne 20 (Anzat-le-Luguet - Issoire - Clermont-Ferrand), le mercredi après-midi sur réservation[19] ;
- la ligne 42 (Clermont-Ferrand – Veyre-Monton - Authezat), arrêt à Monton (école Jean-Moulin et cimetière)[20] ;
- la ligne 43 (Champeix – Clermont-Ferrand – Saint-Saturnin – Champeix), avec un arrêt à Veyre[21].

### Risques naturels et technologiques
La commune est soumise à plusieurs risques naturels :
- feu de forêt ;
- inondation : « de type torrentiel, avec une intensité d'aléa forte » ; un plan de prévention du risque inondation concernant les bassins de la Veyre et de la Monne a été approuvé le 22 décembre 2008 sur les communes traversées par la rivière Veyre ;
- mouvement de terrain : la commune a connu plusieurs glissements de terrain ;
- risque sismique : la commune est classée dans la zone de sismicité modérée (niveau 3). Le dernier séisme ressenti dans la commune s'est déroulé le 25 mars 1957 (épicentre localisé à Randan, au nord-est du département), avec une intensité ressentie de 3 dans la commune ;

ainsi que par deux risques technologiques :
- transport de matières dangereuses (autoroute) ;
- présence d'une canalisation de gaz à haute tension.

La commune a élaboré un DICRIM.
Elle a connu plusieurs inondations de la Veyre, en 1755, 1759, 1760, 1943, 1976, 1992, 1994 et 2003. La crue de l'Allier pouvant « empêcher l'écoulement de l'eau », la Veyre peut se retrouver inondée. Le ruissellement peut aussi provoquer des inondations, touchant trois établissements recevant du public.
Le secteur de Monton est le plus touché par des glissements de terrain, notamment le long de la route départementale 786. Le site des grottes de Monton est fermé périodiquement pour cette raison et pour les chutes de pierres. En mars 2016, l'érosion, causée par le détachement de la paroi d'une des grottes, a entraîné sa fermeture dans l'attente d'investigations, par arrêté municipal.

## Toponymie
Son nom est en occitan : Vaira e Monton.

## Histoire

### Préhistoire
En 2005, des fouilles archéologiques ont permis de confirmer l'occupation du site pendant les périodes Cardial ou Épicardial.
En 2019, il a été mis au jour par les services de l'Inrap (Institut national de recherches archéologiques préventives) une série de menhirs en basalte (cairn et statue-menhir).

### Antiquité
Le territoire communal est habité depuis l'Antiquité, entre les puys de Corent et de Monton.

### Moyen Âge
Le village de Monton, situé à l'ouest de la commune, « s'est développé sur une plate-forme naturelle, jusqu'à la falaise sur laquelle viendront butter les remparts du fort villageois » ; de nombreux vestiges témoignent de la vie du village (dont les tours). Il abritait un « centre politique et administratif » « géré par des consuls depuis le XIIe siècle, siège d'une châtellenie, d'une prévôté puis d'un bailliage seigneurial de 1343 à la Révolution ». Elle fut pourvue d'un « important système défensif pendant la guerre de Cent Ans ».
La seigneurie de Monton a appartenu à « six nobles familles du XIe siècle à la Révolution » : les Monton (1020-1314), les rois de France et les dauphins du Viennois (jusqu'en 1343) puis les Roger de Beaufort-Canilhac (jusqu'en 1511).
Le village de Soulasse est « accroché au plateau de Corent » ; seule la structuration interne témoigne du passé médiéval du village.

### Époque moderne
Le village de Veyre « s'est développé de part et d'autre d'un pont datant du XIIIe siècle » (reconstruit au XVIIIe siècle). Traversé par la route de Paris au Languedoc, il se développe au XVIIIe siècle avec des auberges ou des commerces.

### Autres événements
- Agénor Bardoux est le dernier juge de paix installé dans la commune ; un bâtiment communal porte aujourd'hui son nom.
- Charles de Gaulle visite la commune en 1961.

## Politique et administration

### Découpage territorial
La commune de Veyre-Monton est le siège de la communauté de communes Mond'Arverne Communauté, un établissement public de coopération intercommunale (EPCI) à fiscalité propre créé par un arrêté préfectoral du 1er décembre 2016 et prenant effet le 1er janvier 2017, regroupant 27 communes en 2021, et membre d'autres groupements intercommunaux. De 2000 à 2016, elle faisait partie de la communauté de communes Gergovie Val d'Allier Communauté dont elle était également le siège.
Sur le plan administratif, Veyre-Monton dépendait du district de Clermont-Ferrand puis de l'arrondissement de Clermont-Ferrand depuis 1801. Elle était chef-lieu de canton, de 1793 (Monton, puis Veyre et enfin Veyre-Monton en 1801) à mars 2015 ; à la suite du redécoupage des cantons du département, la commune est rattachée au canton des Martres-de-Veyre.
Sur le plan électoral, elle dépend du canton des Martres-de-Veyre pour l'élection des conseillers départementaux, depuis le redécoupage cantonal de 2014 entré en vigueur en 2015, et de la quatrième circonscription du Puy-de-Dôme pour les élections législatives, depuis le dernier découpage électoral de 2010.

### Élections municipales et communautaires

#### Élections de 2020
Le conseil municipal de Veyre-Monton, commune de plus de 1 000 habitants, est élu au scrutin proportionnel de liste à deux tours (sans aucune modification possible de la liste), pour un mandat de six ans renouvelable. Compte tenu de la population communale, le nombre de sièges à pourvoir lors des élections municipales de 2020 est de 27. Les vingt-sept conseillers municipaux sont élus au premier tour, le 15 mars 2020, avec un taux de participation de 46,72 %, se répartissant en : vingt-deux sièges issus de la liste de Gilles Pétel et cinq sièges issus de la liste de Michel Fleury.
Les cinq sièges attribués à la commune au sein du conseil communautaire de la communauté de communes Mond'Arverne Communauté se répartissent en : quatre sièges issus de la liste de Gilles Pétel et un siège issu de la liste de Michel Fleury.

#### Chronologie des maires
| Période                                  | Période                    | Identité                              | Étiquette | Qualité                                                                               |
| ---------------------------------------- | -------------------------- | ------------------------------------- | --------- | ------------------------------------------------------------------------------------- |
| Les données manquantes sont à compléter. |                            |                                       |           |                                                                                       |
| 1800                                     | 1815                       | Jean-Baptiste Marnat-Courbayre        |           | Notaire                                                                               |
| septembre 1815                           | août 1839 (décès)          | Gabriel Tixier                        |           | Propriétaire                                                                          |
| 1839                                     | 1847 (démission)           | Pierre Luzuy Neveu du précédent       |           | Propriétaire                                                                          |
| janvier 1848                             | septembre 1870             | Pierre Tixier Neveu de Gabriel Tixier |           | Propriétaire                                                                          |
| 1870                                     | 1874                       | Bonnet Pommerol                       |           |                                                                                       |
| mars 1874                                | 1879 (démission)           | Léon Tixier Neveu de Pierre Tixier    | Droite    | Propriétaire Conseiller général du canton de Veyre-Monton (1870-1880)                 |
| 1879                                     | août 1882                  | Zacharie Valleix                      |           |                                                                                       |
| août 1882                                | septembre 1902 (démission) | Jean-Baptiste Chaufrut                |           |                                                                                       |
| septembre 1902                           | mai 1935                   | Paul Charbonnier                      |           |                                                                                       |
| mai 1935                                 | décembre 1941 (décès)      | Gabriel Rallier                       |           |                                                                                       |
| février 1942                             | mars 1959                  | Pierre Mandonnet                      |           | Cultivateur                                                                           |
| mars 1959                                | mars 1965                  | André Moulin                          |           |                                                                                       |
| mars 1965                                | avril 1965 (démission)     | Jeannette Terrolle                    |           |                                                                                       |
| avril 1965                               | mars 1977                  | Jean Beaulieu                         |           |                                                                                       |
| mars 1977                                | août 1981 (démission)      | Albert Fath                           |           |                                                                                       |
| septembre 1981                           | mars 1983                  | Guy Malgat                            |           |                                                                                       |
| mars 1983                                | juin 1995                  | Pierre Chabrillat                     | UDF-PR    | Expert forestier Conseiller général du canton de Veyre-Monton (1985-1998)             |
| juin 1995                                | mai 2020                   | Yves Fafournoux                       | DVG       | Technicien PTT Président de Gergovie Val d'Allier Communauté (2001-2017)              |
| mai 2020                                 | En cours (au 27 mai 2020)  | Gilles Pétel                          | PS        | Professeur des universités 6e vice-président de Mond'Arverne Communauté (depuis 2020) |

### Autres élections
| Scrutin              | 1er tour | 1er tour     | 1er tour | 1er tour | 1er tour | 1er tour | 1er tour           | 1er tour           | 1er tour           | 1er tour           | 1er tour           | 1er tour           | 2d tour     | 2d tour      | 2d tour     | 2d tour     | 2d tour            | 2d tour     | 2d tour            | 2d tour            | 2d tour            | 2d tour            | 2d tour            |
| Scrutin              | 1er      | 1er          | %        | 2e       | 2e       | %        | 3e                 | 3e                 | %                  | 4e                 | 4e                 | %                  | 1er         | 1er          | %           | 2e          | 2e                 | %           | 3e                 | 3e                 | %                  | 4e                 | %                  |
| -------------------- | -------- | ------------ | -------- | -------- | -------- | -------- | ------------------ | ------------------ | ------------------ | ------------------ | ------------------ | ------------------ | ----------- | ------------ | ----------- | ----------- | ------------------ | ----------- | ------------------ | ------------------ | ------------------ | ------------------ | ------------------ |
| Régionales 2010      |          | PS           | 31,05    |          | UMP      | 26,35    |                    | PCF-PG             | 13,89              |                    | LV                 | 13,44              |             | PS-PCF-PG-LV | 61,88       |             | UMP                | 38,12       | pas de 3e ni de 4e | pas de 3e ni de 4e | pas de 3e ni de 4e | pas de 3e ni de 4e | pas de 3e ni de 4e |
| Présidentielle 2012  |          | PS           | 32,23    |          | UMP      | 24,92    |                    | FN                 | 13,91              |                    | FG                 | 12,72              |             | PS           | 56,33       |             | UMP                | 43,67       | pas de 3e ni de 4e | pas de 3e ni de 4e | pas de 3e ni de 4e | pas de 3e ni de 4e | pas de 3e ni de 4e |
| Législatives 2012    |          | PS           | 49,55    |          | UMP      | 24,50    |                    | FN                 | 9,77               |                    | FG                 | 6,70               | tour unique | tour unique  | tour unique | tour unique | tour unique        | tour unique | tour unique        | tour unique        | tour unique        | tour unique        | tour unique        |
| Municipales 2014     |          | PS-PCF       | 60,35    |          | DVD      | 39,64    | pas de 3e ni de 4e | pas de 3e ni de 4e | pas de 3e ni de 4e | pas de 3e ni de 4e | pas de 3e ni de 4e | pas de 3e ni de 4e | tour unique | tour unique  | tour unique | tour unique | tour unique        | tour unique | tour unique        | tour unique        | tour unique        | tour unique        | tour unique        |
| Européennes 2014     |          | UMP          | 21,08    |          | PS       | 20,20    |                    | FN                 | 17,43              |                    | UDI-MODEM          | 14,22              | tour unique | tour unique  | tour unique | tour unique | tour unique        | tour unique | tour unique        | tour unique        | tour unique        | tour unique        | tour unique        |
| Départementales 2015 |          | PS-DVG       | 35,88    |          | UMP-DVD  | 33,00    |                    | FN                 | 20,72              |                    | EÉLV               | 10,40              |             | PS-DVG       | 51,35       |             | UMP-DVD            | 48,65       | pas de 3e ni de 4e | pas de 3e ni de 4e | pas de 3e ni de 4e | pas de 3e ni de 4e | pas de 3e ni de 4e |
| Régionales 2015      |          | LR-UDI-MODEM | 36,92    |          | PS       | 27,62    |                    | FN                 | 16,75              |                    | PCF                | 8,34               |             | LR-UDI-MODEM | 44,46       |             | PS-PCF-EÉLV        | 41,74       |                    | FN                 | 13,80              | pas de 4e          | pas de 4e          |
| Présidentielle 2017  |          | EM           | 31,66    |          | LFI      | 19,89    |                    | LR                 | 18,90              |                    | FN                 | 14,17              |             | EM           | 76          |             | FN                 | 24          | pas de 3e ni de 4e | pas de 3e ni de 4e | pas de 3e ni de 4e | pas de 3e ni de 4e | pas de 3e ni de 4e |
| Législatives 2017    |          | MODEM        | 39,76    |          | LFI      | 13,68    |                    | LR                 | 11,58              |                    | PS                 | 10,11              |             | MODEM        | 58,28       |             | LR                 | 41,72       | pas de 3e ni de 4e | pas de 3e ni de 4e | pas de 3e ni de 4e | pas de 3e ni de 4e | pas de 3e ni de 4e |
| Européennes 2019     |          | LREM-MODEM   | 25,76    |          | RN       | 15,96    |                    | EÉLV               | 13,30              |                    | LR                 | 11,91              | tour unique | tour unique  | tour unique | tour unique | tour unique        | tour unique | tour unique        | tour unique        | tour unique        | tour unique        | tour unique        |
| Municipales 2020     |          | PS-DVG       | 63,06    |          | DVD      | 36,93    | pas de 3e ni de 4e | pas de 3e ni de 4e | pas de 3e ni de 4e | pas de 3e ni de 4e | pas de 3e ni de 4e | pas de 3e ni de 4e | tour unique | tour unique  | tour unique | tour unique | tour unique        | tour unique | tour unique        | tour unique        | tour unique        | tour unique        | tour unique        |
| Départementales 2021 |          | PS-UGE       | 58,84    |          | DVG      | 22,17    |                    | RN                 | 18,99              | pas de 4e          | pas de 4e          | pas de 4e          |             | PS-UGE       | 67,22       |             | DVG                | 32,78       | pas de 3e ni de 4e | pas de 3e ni de 4e | pas de 3e ni de 4e | pas de 3e ni de 4e | pas de 3e ni de 4e |
| Régionales 2021      |          | LR-UDI       | 47,37    |          | PS-PRG   | 14,78    |                    | ÉCO                | 12,20              |                    | MR-LREM-MODEM      | 9,44               |             | LR-UDI       | 58,82       |             | ÉCO-PS-PCF-LFI-PRG | 33,57       |                    | RN                 | 7,61               | pas de 4e          | pas de 4e          |

Aux élections municipales de 2014, deux listes se sont présentées : « Un choix de vie pour Veyre-Monton », conduite par le maire sortant Yves Fafournoux, et « Alternative citoyenne », menée par Pierre Chabrillat. La première liste remporte l'élection avec 60,35 % des voix. Le taux de participation était de 70,36 %.

## Équipements et services publics

### Politique environnementale
La communauté de communes Gergovie Val d'Allier Communauté a élaboré un agenda 21.
L'assainissement collectif relève de la compétence du syndicat mixte des vallées de la Veyre et de l'Auzon depuis 2014. Les eaux usées sont recueillies à la station d'épuration des Martres-de-Veyre.

### Enseignement
Veyre-Monton dépend de l'académie de Clermont-Ferrand.
Les élèves commencent leur scolarité dans l'école maternelle publique ou l'école élémentaire publique Jean-Moulin.
Ils poursuivent leur scolarité au collège Jean-Rostand des Martres-de-Veyre, puis au lycée René-Descartes de Cournon-d'Auvergne, pour les filières générales et STMG ou au lycée La-Fayette de Clermont-Ferrand, pour la filière STI2D.
Le diagnostic du plan local d'urbanisme mentionne aussi une école élémentaire privée, avec dix élèves scolarisés.

### Instances judiciaires
Veyre-Monton dépend de la cour d'appel de Riom et des tribunaux judiciaire et de commerce de Clermont-Ferrand.

## Population et société

### Démographie

#### Évolution démographique
L'évolution du nombre d'habitants est connue à travers les recensements de la population effectués dans la commune depuis 1793. Pour les communes de moins de 10 000 habitants, une enquête de recensement portant sur toute la population est réalisée tous les cinq ans, les populations de référence des années intermédiaires étant quant à elles estimées par interpolation ou extrapolation. Pour la commune, le premier recensement exhaustif entrant dans le cadre du nouveau dispositif a été réalisé en 2007.

En 2022, la commune comptait 3 698 habitants, en évolution de +5,99 % par rapport à 2016 (Puy-de-Dôme : +2,1 %, France hors Mayotte : +2,11 %).
| 1793  | 1800  | 1806  | 1821  | 1831  | 1836  | 1841  | 1846  | 1851  |
| ----- | ----- | ----- | ----- | ----- | ----- | ----- | ----- | ----- |
| 3 228 | 2 714 | 3 399 | 3 176 | 3 262 | 3 058 | 2 987 | 2 862 | 2 793 |

| 1856  | 1861  | 1866  | 1872  | 1876  | 1881  | 1886  | 1891  | 1896  |
| ----- | ----- | ----- | ----- | ----- | ----- | ----- | ----- | ----- |
| 2 715 | 2 687 | 2 656 | 2 025 | 1 911 | 1 833 | 1 825 | 1 807 | 1 837 |

| 1901  | 1906  | 1911  | 1921  | 1926  | 1931  | 1936 | 1946 | 1954 |
| ----- | ----- | ----- | ----- | ----- | ----- | ---- | ---- | ---- |
| 1 619 | 1 515 | 1 390 | 1 092 | 1 191 | 1 013 | 943  | 765  | 826  |

| 1962 | 1968  | 1975  | 1982  | 1990  | 1999  | 2006  | 2007  | 2012  |
| ---- | ----- | ----- | ----- | ----- | ----- | ----- | ----- | ----- |
| 992  | 1 187 | 1 652 | 2 572 | 3 381 | 3 443 | 3 349 | 3 335 | 3 464 |

| 2017  | 2022  | - | - | - | - | - | - | - |
| ----- | ----- | - | - | - | - | - | - | - |
| 3 542 | 3 698 | - | - | - | - | - | - | - |

À la fin du XIXe siècle, la commune comptait 1 825 habitants. Cette population va diminuer de manière importante « en raison de la crise du phylloxéra, des guerres mondiales et du dynamisme industriel de Clermont-Ferrand ». Elle va augmenter grâce à un solde migratoire positif et élevé entre les années 1968 et 1990 (+ 4,0 % entre 1968 et 1975, + 6,1 % entre 1975 et 1982 puis + 2,9 % entre 1982 et 1990), mais aussi avec un solde naturel positif, où le taux de natalité est supérieur au taux de mortalité entre les périodes 1968-1975 et 2007-2012.

#### Pyramide des âges
En 2018, le taux de personnes d'un âge inférieur à 30 ans s'élève à 27,4 %, soit en dessous de la moyenne départementale (34,2 %). À l'inverse, le taux de personnes d'âge supérieur à 60 ans est de 34,4 % la même année, alors qu'il est de 27,9 % au niveau départemental.
En 2018, la commune comptait 1 723 hommes pour 1 843 femmes, soit un taux de 51,68 % de femmes, légèrement supérieur au taux départemental (51,59 %).
Les pyramides des âges de la commune et du département s'établissent comme suit.
| Hommes | Classe d’âge | Femmes |
| ------ | ------------ | ------ |
| 0,6    | 90 ou +      | 2,5    |
| 6,9    | 75-89 ans    | 9,2    |
| 24,7   | 60-74 ans    | 24,7   |
| 21,6   | 45-59 ans    | 22,6   |
| 16,4   | 30-44 ans    | 15,8   |
| 13,3   | 15-29 ans    | 10,1   |
| 16,4   | 0-14 ans     | 15,0   |

| Hommes | Classe d’âge | Femmes |
| ------ | ------------ | ------ |
| 0,7    | 90 ou +      | 2,1    |
| 7,4    | 75-89 ans    | 10,2   |
| 17,7   | 60-74 ans    | 18,6   |
| 20,2   | 45-59 ans    | 19,2   |
| 18,4   | 30-44 ans    | 17,4   |
| 18,6   | 15-29 ans    | 17,2   |
| 17     | 0-14 ans     | 15,3   |

#### Caractéristiques de la population
La commune connaît un fort taux de motorisation : presque tous les ménages possèdent une voiture, dont près des deux tiers en possèdent deux, ce qui peut expliquer le faible ratio d'emplois dans la population active.
Par ailleurs, la population des quinze ans ou plus est majoritairement composée de retraités (32,3 %) ; suivent les professions intermédiaires (16,3 %) et les employés (11,9 %).
La commune compte 1 476 ménages (pour 3 432 habitants), dont 22,2 % sont des ménages d'une personne, 1,4 % sans famille et 76,4 % de ménages avec famille.

### Santé
La commune possède quatre médecins généralistes, quatre infirmières, un chirurgien-dentiste, une pharmacie et deux kinésithérapeutes.

### Sports
Le complexe sportif de la commune comprend une salle de sports, trois terrains de football, deux terrains de tennis, un terrain de boules, ainsi qu'un parcours de santé.

## Économie
La commune possède une zone d'activités, celle du Pra de Serre, l'une des sept entretenues et gérées par la communauté de communes Gergovie Val d'Allier. À vocation industrielle, artisanale et commerciale, cette zone, créée en 1988, en bordure de la route départementale 978, s'étend sur 80 700 m2. Il est prévu son agrandissement sur 180 000 m2.

### Revenus de la population et fiscalité
En 2010, le revenu fiscal médian par ménage était de 40 863 €, ce qui plaçait Veyre-Monton au 2 093e rang parmi les 31 525 communes de plus de 39 ménages en métropole.

### Emploi
En 2012, la population âgée de quinze à soixante-quatre ans s'élevait à 2 288 personnes, parmi lesquelles on comptait 72,6 % d'actifs dont 68,9 % ayant un emploi et 3,7 % de chômeurs.
On comptait 714 emplois dans la zone d'emploi. Le nombre d'actifs ayant un emploi résidant dans la zone étant de 1 586, l'indicateur de concentration d'emploi est de 45 %, ce qui signifie que la commune offre moins d'un emploi par habitant actif. Ce faible taux est traduit par « des migrations alternantes très importantes, principalement vers l'agglomération de Clermont-Ferrand ».
1 375 des 1 586 personnes âgées de quinze ans ou plus (soit 86,7 %) sont des salariés. 84,5 % des actifs travaillent dans une autre commune du département.

### Entreprises
Au 1er janvier 2014, Veyre-Monton comptait 175 entreprises : 9 dans l'industrie, 37 dans la construction, 105 dans le commerce, les transports et les services divers et 24 dans le secteur administratif.
En outre, elle comptait 195 établissements.

### Agriculture et viticulture
Le chanvre était cultivé dans la plaine du village de Monton ; « connu pour ses toiles, il a connu jusqu'à 72 métiers à balanciers et à peignes ».
La vigne se développa sur les coteaux de la Limagne ; elle connut un essor jusqu'à l'épidémie de phylloxéra à la fin du XIXe siècle.
La commune se situe « dans la région agricole de la Limagne viticole », dans trois aires d'appellation d'origine contrôlée : aires géographiques de l'AOC Bleu d'Auvergne (production de lait, transformation et affinage), AOC Cantal et Saint-nectaire, AOC Côtes-d'auvergne, ainsi que dans l'aire de production des IGP Veau du Limousin, Volailles d'Auvergne, Porcs d'Auvergne et l'IGP viticole Puy de Dôme.
Le recensement agricole fait état d'une importante diminution du nombre d'exploitations agricoles : en 2010, il en existait encore dix-neuf, contre 21 en 2000 et 36 en 1988. La superficie agricole utilisée sur ces exploitations était de 581 hectares en 2010, dont 562 ha sont allouées aux terres labourables et 5 ha aux cultures permanentes.

### Commerce et services
La base permanente des équipements de 2014 recensait quatorze commerces : un supermarché, deux épiceries, deux boulangeries, deux boucheries-charcuteries, deux librairies-papeteries ou marchands de journaux, un magasin de vêtements, un magasin de meubles, un fleuriste et deux stations-service.

### Tourisme
Au 1er janvier 2016, la commune ne comptait aucun hôtel, camping ou autre hébergement collectif.

## Culture et patrimoine

### Lieux et monuments

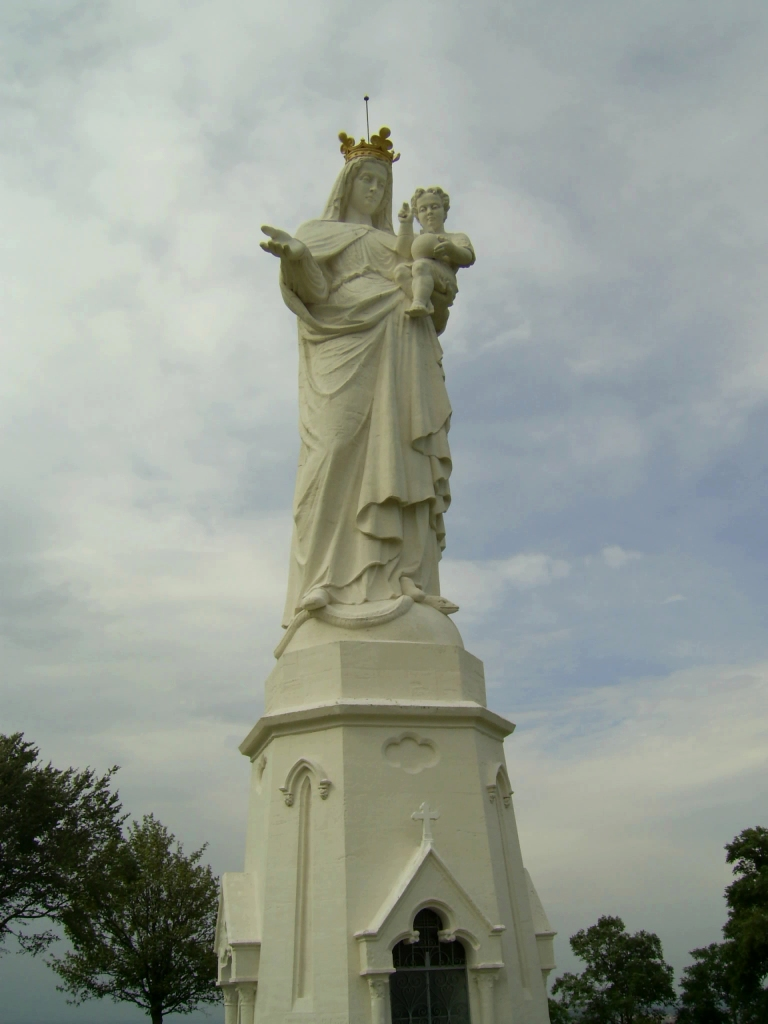
Vierge de Monton.

Veyre-Monton ne compte aucun édifice protégé aux monuments historiques. En 2019, une équipe de l’Inrap a pu fouiller une série d’alignements de menhirs au voisinage de l'autoroute A75.

#### Patrimoine religieux
- Église Sainte-Anne de Monton. Un document du cartulaire de Sauxillanges daté entre 1028 et 1049 prescrivait la construction d'une église en 1030. Des travaux d'agrandissement de l'église, réclamés par les habitants de Monton, furent engagés dans la seconde moitié du XVIIIe siècle (début des travaux en 1779, fin en 1789, fermée durant la période révolutionnaire). L'église a été rénovée en 2007[VMP 11].
- Église de Saint-Alyre, attestée depuis le Xe siècle[VMP 11].
- Église de Soulasse, du XIe siècle, dédiée à saint Agricol et à saint Vidal ; un autre édifice plus moderne a été construit au XIXe siècle[VMP 11].
- Église de Veyre, construite en 1859, avec un presbytère en 1871[VMP 11].

#### Autres monuments
- Ancien couvent de Monton, avec vitraux et chenaux en lave[VMP 11].
- Fort de Monton, dans le centre ancien[VMP 11].
- La Vierge de Monton a été sculptée par Aristide Belloc. Elle domine le puy de Monton et constitue la quatrième plus haute statue de France (vingt-et-un mètres, socle compris) ; elle a été restaurée en 2005[VMP 11]. Un canon allemand se trouve au pied de la Vierge. Une table d'orientation est à proximité, le puy de Dôme est parfois visible.
- Site troglodytique.
- Sanctuaire gaulois de Corent.

### Équipements culturels
La commune possède une salle de concert associative (Le Club 22), une salle des fêtes, une école intercommunale de musique (plus de deux cents élèves).

### Patrimoine naturel
Le Plan Vert du Grand Clermont, élaboré en 2005, offre plusieurs enjeux à Veyre-Monton : préservation des espaces naturels majeurs comme la vallée de la Veyre et le puy de Corent, revitaliser la filière viticole (plusieurs secteurs peuvent accueillir des zones AOVDQS).
La réserve naturelle régionale du Puy de Marmant a été créée en 1985, comme réserve naturelle volontaire, sur le territoire de la commune. S'étendant sur trois hectares, c'est la seule du pays du Grand Clermont. Elle devient réserve naturelle régionale à la suite de la révision des zones naturels par la DREAL Auvergne en 2009-2010 et a été classée en 2015.
La commune compte une zone Natura 2000 (« Vallées et coteaux xérothermiques des Couzes et des Limagnes ») et sept ZNIEFF :
- puy de Marmant (type 1, 16 hectares, « haut lieu géologique » du fait, notamment, de « la diversité de son substrat géologique » et du couvert végétal — le périmètre a été modifié afin de tenir compte des constructions) ;
- puy de Corent (type 1, quatre communes) ;
- puy de Tobize (deuxième génération, quatre communes, autour d'un secteur urbanisé, avec la présence d'une zone d'activités) ;
- roselière du Crest (deuxième génération, en grande partie sur la commune du Crest et à proximité de la D 213) ;
- butte de Jonchère (limitée par l'autoroute, cette butte « très rocheuse » a été identifiée « pour la présence de pelouses à orpins », « valeur écologique forte ») ;
- Notre Dame de Monton (deuxième génération, présence d'une espèce protégée : la Bufonia paniculata) ;
- coteaux de Limagne occidentale.

La grotte de Monton est un site inscrit.

### Personnalités liées à la commune
- Agénor Bardoux, ministre de la Troisième République française.
- Anna Tariol-Baugé (1872-1944), chanteuse d'opérettes, née à Veyre-Monton.
- Vern Cotter, entraîneur de l'ASM Clermont Auvergne de 2006 à 2014 et actuel sélectionneur de l'équipe d'Écosse de rugby à XV, y a résidé de 2006 à 2010.
- Jamie Cudmore, joueur de l'ASM Clermont Auvergne, y réside depuis de nombreuses années.
- Lulu, piliado de qualité depuis 2005.[pertinence contestée]